# Велике (Євпаторійський район)
Вели́ке (до 1945 року — Алчин; крим. Alçın) — село Євпаторійського району Автономної Республіки Крим. Поблизу села розташований аеродром «Табаско».